# Koani
Koani è un centro abitato della Tanzania, situato sull'isola di Unguja (Zanzibar). È il capoluogo della Regione di Zanzibar Centro-Sud.